# Diócesis de Santorini
La diócesis de Santorini o de Thera (en latín: Dioecesis Sanctoriensis y en griego: Επισκοπή Θήρας) es una circunscripción eclesiástica de la Iglesia católica en Grecia. Se trata de una diócesis latina, sufragánea de la arquidiócesis de Naxos, Andros, Tenos y Miconos. Desde el 11 de abril de 2025 es sede vacante y su administrador apostólico es el arzobispo Sevastianos Rossolatos.

## Territorio y organización

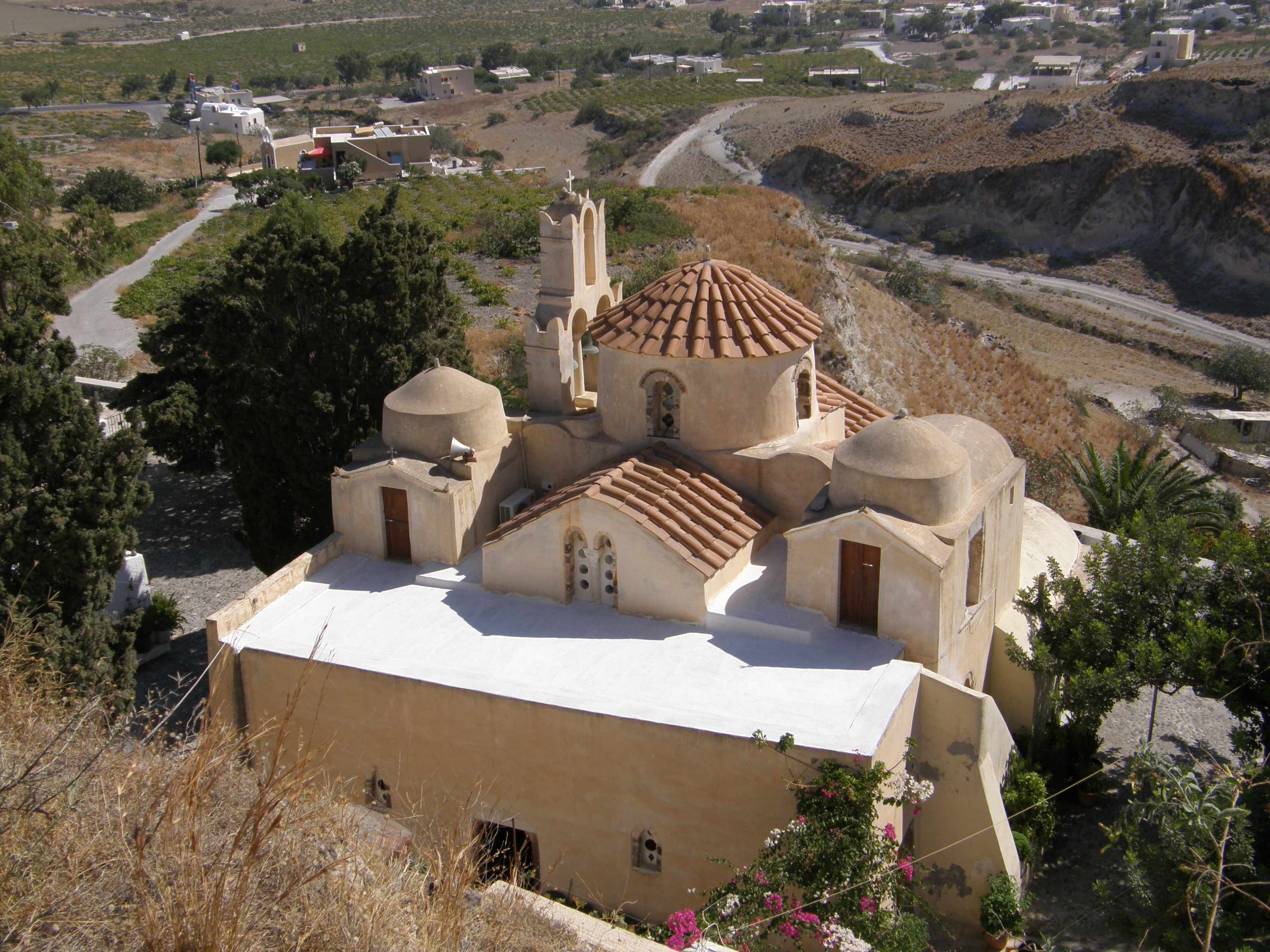
Panagia Episkopi, catedral ortodoxa utilizada por el obispo latino hasta la conquista otomana

La diócesis tiene 393 km² y extiende su jurisdicción sobre los fieles católicos de rito latino residentes en las siguientes islas pertenecientes a las Cícladas en la periferia de Egeo Meridional: Santorini, Therasia, Ánafe, Ios, Síkinos y Folégandros.

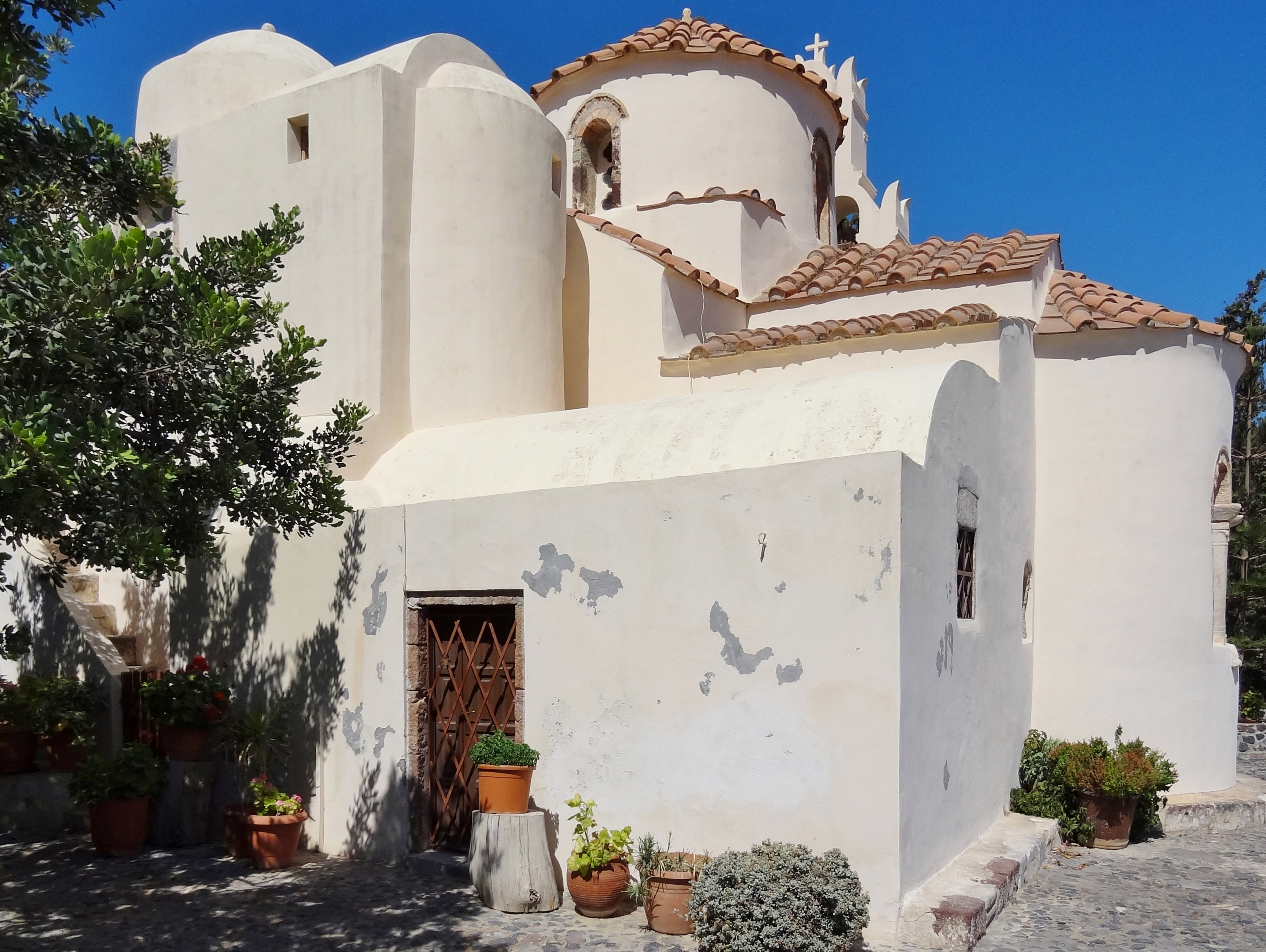
Capilla latina en la Panagia Episkopi

La sede de la diócesis se encuentra en la ciudad de Firá, en donde se halla la Catedral de San Juan Bautista, construida en 1823.
En 2023 en la diócesis existía 1 parroquia: la catedral.

## Historia
Después de la cuarta cruzada (1204), Santorini fue propiedad del Ducado de Naxos fundado por venecianos vasallos del Imperio latino Constantinopla, se estableció la diócesis de rito latino y el obispo ortodoxo de Santorini fue expulsado. La catedral ortodoxa llamada Panagia Episkopi pasó a ser utilizada por el obispo latino. Cuando la isla fue conquistada en 1537 por el Imperio otomano el obispo ortodoxo fue restituido y recuperó la catedral. Sin embargo, entre 1612 y 1614 se produjo un conflicto militar por la propiedad de la iglesia, acordándose que a ambas denominaciones se les permitió celebrar servicios en la iglesia. En 1758 el sultán Mustafá III dispuso que la Panagia Episkopi fuera solo ortodoxa, pero la orden no se cumplío y en 1767 se dispuso la construcción de un anexo para el uso católico.
Según los informes de los obispos durante las visitas ad limina, durante el siglo XVII el número de católicos en la diócesis variaba de un mínimo de 600 a un máximo de 900 fieles. El clero también era numeroso, especialmente el religioso; los jesuitas llegaron a la diócesis en 1642. .El monasterio dominico era importante: había 13 en 1652, todos originarios de la isla.
A mediados del siglo XVIII la diócesis contaba con casi 700 fieles, 27 sacerdotes seculares y religiosos, unas 10 iglesias y algunas capillas. A finales de siglo, solo había dos parroquias: la catedral de Skaros y la parroquia de Santa Ana, en Karterádos.
Tras el abandono del castillo de Skaros (Imerovigli), sede de los obispos, se construyó la nueva catedral en Fira, consagrada por el obispo Caspar Delenda (1815-1825) a principios del siglo XIX.
El obispo Luca de Cigalla (1828-1847) amplió la única escuela para varones de la diócesis, que también servía para la formación de clérigos, y estaba dirigida por los misioneros lazaristas. También fundó una escuela para niñas, confiada a las monjas dominicas.
El 5 de mayo de 1821 la isla fue capturada por los revolucionarios griegos y perdida definitivamente por los otomanos.
El 30 de marzo de 1930 mediante el breve Constitutione Apostolica del papa Pío XI, la isla de Astipalea fue cedida a la arquidiócesis de Rodas.
Desde el 22 de febrero de 1947 está unida in persona episcopi a la diócesis de Siros, y desde 1974 el obispo es también administrador apostólico sede vacante de la diócesis de Creta.

## Estadísticas
Según el Anuario Pontificio 2024 la diócesis tenía a fines de 2023 un total de 12 500 fieles bautizados.
| Año                                                                             | Población | Población | Población      | Sacerdotes | Sacerdotes | Sacerdotes | Católicos por sacerdote | Diáconos permanentes | Religiosos | Religiosos | Parroquias y cuasiparroquias |
| Año                                                                             | Católicos | Total     | % de católicos | Total      | Diocesanos | Regulares  | Católicos por sacerdote | Diáconos permanentes | Masculinos | Femeninos  | Parroquias y cuasiparroquias |
| ------------------------------------------------------------------------------- | --------- | --------- | -------------- | ---------- | ---------- | ---------- | ----------------------- | -------------------- | ---------- | ---------- | ---------------------------- |
| 1950                                                                            | 184       | 10 500    | 1.8            | 4          | 3          | 1          | 46                      |                      | 1          | 14         | 1                            |
| 1970                                                                            | 136       | 8900      | 1.5            | 1          | 1          |            | 136                     |                      |            | 8          | 1                            |
| 1980                                                                            | 73        | 11 150    | 0.7            | 1          | 1          |            | 73                      |                      |            | 5          | 1                            |
| 1990                                                                            | 88        | 10 450    | 0.8            | 2          | 1          | 1          | 44                      |                      | 1          | 12         | 1                            |
| 1999                                                                            | 97        | 12 366    | 0.8            | 1          | 1          |            | 97                      | 1                    |            | 11         | 1                            |
| 2000                                                                            | 350       | 12 366    | 2.8            | 1          | 1          |            | 350                     | 1                    |            | 11         | 1                            |
| 2001                                                                            | 350       | 12 366    | 2.8            | 1          | 1          |            | 350                     | 1                    |            | 13         | 1                            |
| 2004                                                                            | 450       | 12 366    | 3.6            | 1          | 1          |            | 450                     | 1                    |            | 13         | 1                            |
| 2010                                                                            | 495       | 12 366    | 4.0            | 1          | 1          |            | 495                     |                      |            | 14         | 1                            |
| 2014                                                                            | 500       | 12 366    | 4.0            | 1          |            | 1          | 500                     | 1                    | 1          | 16         | 1                            |
| 2017                                                                            | 500       | 12 360    | 4.0            | 1          |            | 1          | 500                     | 1                    | 1          | 17         | 1                            |
| 2020                                                                            | 500       | 12 500    | 4.0            | 1          |            | 1          | 500                     | 1                    | 1          | 15         | 1                            |
| 2022                                                                            | 500       | 12 500    | 4.0            | 1          |            | 1          | 500                     |                      |            | 15         | 1                            |
| 2023                                                                            | 500       | 12 500    | 4.0            | 1          |            | 1          | 500                     |                      |            | 13         | 1                            |
| Fuente: Catholic-Hierarchy, que a su vez toma los datos del Anuario Pontificio. |           |           |                |            |            |            |                         |                      |            |            |                              |

## Episcopologio
- Giovanni † (siglo XIII)
- Giacomo † (siglo XIII)
- Andrea da Benevento, O.P. † (23 de marzo de 1373-?)
- Giovanni da Nardò, O.P. † (27 de octubre de 1423-? falleció)
- Giorgio † (28 de julio de 1430-? falleció)
- Antonio Maureno, O.S.Io.Hier. † (25 de mayo de 1442-? falleció)
- Simone di Rodi, O.E.S.A. † (10 de junio de 1448-?)
- Agostino † (16 de noviembre de 1477-? falleció)
- Stefano, O.F.M. † (4 de julio de 1494-? renunció)
- Nicola Salina † (18 de septiembre de 1500-22 de enero de 1502 nombrado obispo de Gerapitna)
- Marco † (2 de septiembre de 1502-? renunció)
- Eustachio † (16 de marzo de 1506-? falleció)
- Demetrio † (12 de mayo de 1512-? renunció)
- Agennatius López † (31 de marzo de 1516-? falleció)
- Giacomo da Calatayud, O.E.S.A. † (20 de febrero de 1521-? falleció)
- Rodrigo di Beniambras † (11 de marzo de 1527-? falleció)
- Benedetto, O.Cist. † (6 de agosto de 1535-? falleció)
- Dionigi da Avila, O. de M. † (29 de octubre de 1539-? falleció)
- Ludovico de Argentis † (12 de septiembre de 1552-? falleció)
- Marco Lauro, O.P. † (16 de diciembre de 1555-26 de enero de 1560 nombrado obispo de Satriano y Campagna)
- Domenico di Grammatica † (26 de abril de 1560-? falleció)
- Bernardo Lauro, O.P. † (12 de octubre de 1565-7 de octubre de 1583 nombrado obispo de Milo)
- Angelo di Cipro, O.P. † (7 de noviembre de 1583-? renunció)
- Bernardino Lauro, O.P. † (27 de noviembre de 1585-? falleció) (por segunda vez)
- Antonio de Marchi † (16 de marzo de 1588-? falleció)
- Pietro de Marchi, O.P. † (18 de abril de 1611-19 de febrero de 1625 nombrado arzobispo de Esmirna)
- Giovanni Maria Galli, O.F.M. † (21 de abril de 1625-? falleció)
- Andrea Soffiano † (4 de marzo de 1630-10 de marzo de 1642 nombrado obispo de Quíos)
- Gerolamo da Padova, O.F.M. † (16 de junio de 1642-diciembre de 1666 falleció)
- Francesco Santaggi † (14 de mayo de 1668-? falleció)
- Giovanni d'Aviani † (12 de agosto de 1686-? falleció)
- Francesco Crispo † (24 de noviembre de 1687-febrero de 1714 falleció)
- Luigi Guarchi † (1 de octubre de 1714-3 de septiembre de 1738 nombrado obispo de Tenos y Miconos)
- Francesco Antonio Razzolini, O.F.M.Conv. † (14 de diciembre de 1739-7 de mayo de 1746 renunció)
- Domenico Mainetta † (19 de diciembre de 1746-1758 renunció)
- Giovanni Battista Crispi † (19 de julio de 1758-12 de julio de 1773 nombrado arzobispo de Naxos)
  - Giorgio Stay † (12 de julio de 1773-1774 falleció) (obispo electo)
- Pietro Delenda † (27 de junio de 1774-20 de marzo de 1807 falleció)
- Giuseppe Maria Tobia, O.F.M.Conv. † (21 de febrero de 1809-19 de julio de 1815 falleció)
- Caspar Delenda † (19 de julio de 1815 por sucesión-16 de septiembre de 1825 falleció)
  - Francesco da Leonessa, O.F.M.Ref. † (3 de julio de 1826-10 de septiembre de 1826 renunció) (obispo electo)
  - Sede vacante (1826-1828)
- Luca de Cigalla † (15 de diciembre de 1828-12 de febrero de 1847 falleció)
- Francesco Cuculla † (10 de septiembre de 1847-14 de enero de 1853 nombrado arzobispo de Naxos)
- Niccola Adolfo Marinelli † (14 de enero de 1853-9 de diciembre de 1855 renunció[nota 2])
- Lorenzo Bergeretti, O.F.M. † (29 de julio de 1856-22 de agosto de 1862 nombrado arzobispo coadjutor de Naxos[nota 3])
- Cesare Fedele Abbati, O.F.M. Ref. † (27 de marzo de 1863-16 de octubre de 1877 renunció[nota 4])
- Antonio Galibert † (4 de febrero de 1879-8 de agosto de 1906 falleció)
- Michele Camilleri † (1 de julio de 1907-19 de febrero de 1931 falleció)
- Timoteo Giorgio Raymundos, O.F.M.Cap. † (12 de enero de 1932-4 de mayo de 1945 renunció[nota 5])
- Georges Xenopulos, S.I. † (22 de febrero de 1947-27 de junio de 1974 retirado)
- Franghískos Papamanólis, O.F.M.Cap. † (27 de junio de 1974-13 de mayo de 2014 retirado)
- Petros Stefanou (13 de mayo de 2014-11 de abril de 2025 renunció)
  - Sevastianos Rossolatos, desde el 11 de abril de 2025 (administrador apostólico)